# Metopininae

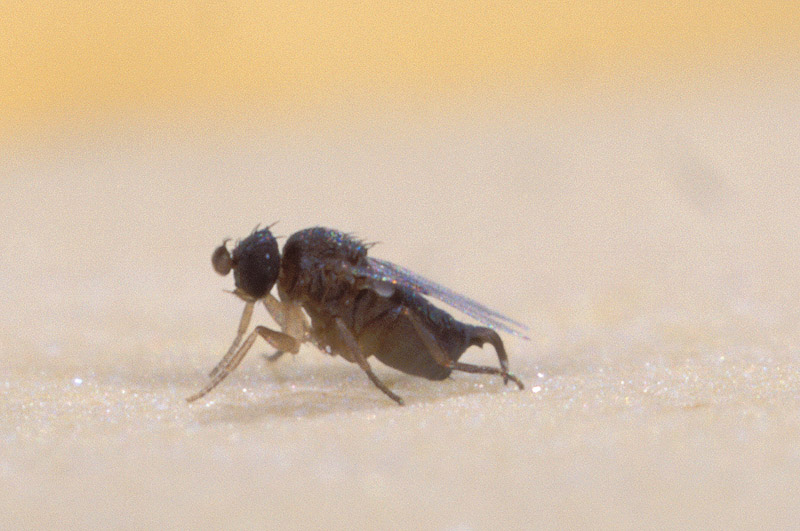
Pseudacteon sp.

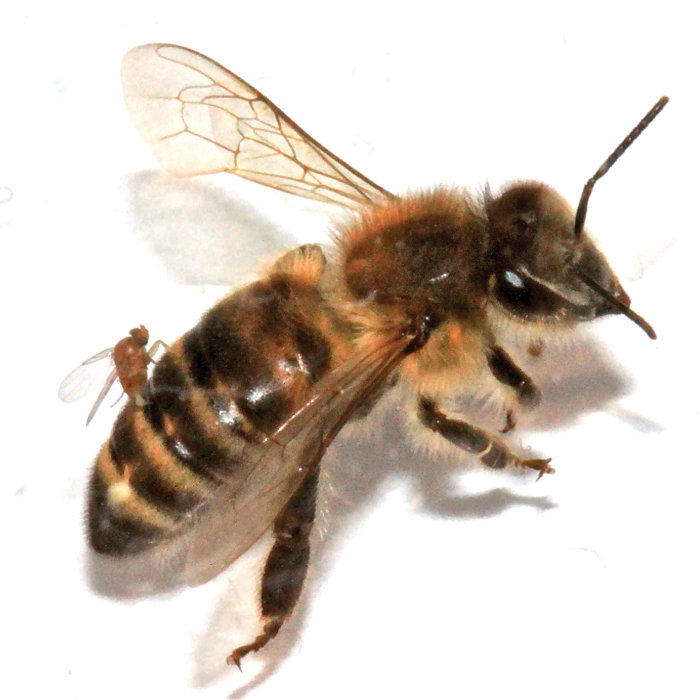
Apocephalus borealis depositando huevos en una abeja doméstica

Los Metopininae son una subfamilia de moscas en la familia Phoridae. Las del género Pseudacteon son conocidas como moscas decapitadoras de hormigas. Algunas especies se usan como control biológico de la hormiga de fuego, una especie invasora accidentalmente introducida al sur de los Estados Unidos. Hasta ahora no han tenido mayor efecto.

## Taxonomía
Tribu: Beckerinini
- Beckerina Malloch 1910

Tribu: Metopinini
- Acanthophorides
- Acontistoptera Brues, 1902
- Apocephalus Coquillett, 1901
- Auxanommatidia Borgmeier, 1924
- Bactropalpus Borgmeier, 1963
- Cataclinusa Schmitz, 1927
- Chonocephalus Wandolleck, 1898
- Commoptera Brues, 1901
- Cremersia Schmitz, 1924
- Dacnophora Borgmeier, 1961
- Diocophora Borgmeier, 1959
- Ecitomyia Brues, 1901
- Ecitoptera Borgmeier & Schmitz, 1923
- Gymnophora Macquart, 1835
- Kerophora Brown, 1988
- Lecanocerus Borgmeier, 1962
- Megaselia Rondani, 1856
- Melaloncha Ramirez 1984
- Menozziola Schmitz, 1927
- Metopina Macquart, 1835
- Microselia Schmitz, 1934
- Myrmosicarius Borgmeier, 1928
- Neodohrniphora Malloch, 1914
- Pericyclocera Schmitz, 1927
- Phalacrotophora Enderlein, 1912
- Phymatopterella Brues, 1933
- Physoptera Borgmeier, 1958
- Pseudacteon Borgmeier, 1962
- Puliciphora Dahl, 1897
- Rhyncophoromyia Malloch, 1923
- Stenophorina Borgmeier, 1963
- Styletta Borgmeier, 1960
- Syneura Brues, 1903
- Trophithauma Schmitz, 1925
- Trophodeinus Borgmeier, 1960
- Woodiphora Schmitz, 1927
- Xanionotum Brues, 1902
- Zyziphora Peterson y Robinson, 1976